# Erik Bergkvist
Erik Bergkvist (1 de maio de 1965 – 20 de fevereiro de 2024) foi um político sueco do Partido Social Democrata. Em 2019 ele foi eleito para o Parlamento Europeu.
Bergkvist morreu após sofrer de câncer de pulmão em 20 de fevereiro de 2024, aos 58 anos de idade.